# Shim Hyung-tak
Shim Hyung-tak (en hangul 심형탁; nacido el 12 de enero de 1978) es un actor surcoreano. 

## Carrera
Protagonizó series de televisión como The Road Home (2009), Three Sisters (2010), Welcome Rain to My Life (2012), [You Are the Boss!]] (2013), Let's Eat (2014) y Miss Mamma Mia. (2015).  Es famoso por Doraemon Mania.
En septiembre del 2019 se unió al elenco recurrente de la serie Melting Me Softly (también conocida como "Melt Me") donde dio vida a Hwang Byung-shim, el exnovio de Mi-ran (Won Jin-ah).

## Filmografía

### Series de televisión
| Año  | Título                              | Personaje                                    | Canal     |
| ---- | ----------------------------------- | -------------------------------------------- | --------- |
| 2002 | Reservation for Love                | Shin Jae-won                                 | MBC       |
| 2002 | To Be With You                      | Park Joon-ho                                 | KBS1      |
| 2002 | Rustic Period                       | Jung Woon-kyung                              | SBS       |
| 2002 | Lunch Lovers                        | Jung-hoo                                     | MBC       |
| 2003 | Drama City "Terrible Love"          | Lee Kyu                                      | KBS2      |
| 2003 | Escape from Unemployment            | Namgoong Hyuk                                | SBS       |
| 2004 | Snow White: Taste Sweet Love        | CEO Joo                                      | KBS2      |
| 2004 | Drama City "Storm"                  | Do-il                                        | KBS2      |
| 2007 | Drama City "Watch for the Angel!"   | Oh Ryu                                       | KBS2      |
| 2007 | Even So Love                        | Yoon Seok-bin                                | MBC       |
| 2008 | The Secret of Coocoo Island         | Shim Hyung-tak                               | MBC       |
| 2008 | Love Is Delicious                   | Kim Jong-hyun                                | OCN       |
| 2009 | The Road Home                       | Yoo Min-soo                                  | KBS1      |
| 2009 | Hometown Legends "The Masked Ghost" | Ah-saeng                                     | KBS2      |
| 2010 | Master of Study                     | Jang Young-sik                               | KBS2      |
| 2010 | Three Sisters                       | Park Woo-chan                                | SBS       |
| 2011 | I Trusted Him                       | Lee Sun-woo                                  | MBC       |
| 2011 | A Thousand Kisses                   | Park Tae-kyung                               | MBC       |
| 2011 | Brain                               | Jo Dae-sik                                   | KBS2      |
| 2012 | Welcome Rain to My Life             | Lee Seung-joo                                | SBS       |
| 2012 | My Daughter Seo-young               | Choi Kyung-ho                                | KBS2      |
| 2013 | Ad Genius Lee Tae-baek              | Representante Ahn (cameo)                    | KBS2      |
| 2013 | You Are the Boss!                   | Lee Seon-nam                                 | MBC       |
| 2013 | Let's Eat                           | Kim Hak-moon                                 | tvN       |
| 2014 | Can We Fall in Love, Again?         | Han Joon-mo                                  | jTBC      |
| 2014 | Drama Special "Bomi's Room"         | Kim Heung-sik                                | KBS2      |
| 2014 | High School King of Savvy           | amigo de Jung Soo-young (cameo, episodio 16) | tvN       |
| 2014 | Apgujeong Midnight Sun              | Baek Young-joon                              | MBC       |
| 2015 | Persevere, Gu Hae-ra                | Tae-poong/Go Oh-hwan                         | Mnet      |
| 2015 | Miss Mamma Mia                      | Na Woo-jin/Kevin Edwards                     | KBS Drama |
| 2015 | 4 Legendary Witches                 | Ma Tae-san (cameo)                           | MBC       |
| 2015 | Divorce Lawyer in Love              | Bong Min-gyu                                 | SBS       |
| 2016 | Five Enough                         | Lee Ho-tae                                   | KBS2      |
| 2016 | Hey Ghost, Let's Fight              | Profesor (cameo)                             | tvN       |
| 2017 | My Sassy Girl                       | Choon-poong/Príncipe Eun-sung                | SBS       |
| 2017 | Man Who Sets the Table              | Go Jung-do                                   | MBC       |
| 2017 | 20th Century Boy and Girl           | Terius/Jung Chang-hoon (cameo)               | MBC       |
| 2018 | Nice Witch                          | Chae Kang-min                                | SBS       |
| 2019 | Touch Your Heart                    | Choi Yoon-hyuk                               | tvN       |
| 2019 | Melting Me Softly                   | Hwang Byung-shim                             | tvN       |
| 2021 | Times                               | Det. Han Do-kyung                            | OCN       |
| 2021 | Under Cover                         | Lee Min-yool                                 | JTBC      |

### Películas
| Año  | Título            | Personaje   |
| ---- | ----------------- | ----------- |
| 2004 | Doll Master       | Tae-seong   |
| 2005 | Love in the magic | ( camafeo ) |

### Espectáculos de variedades
| Año  | Título                        | Canal     |
| ---- | ----------------------------- | --------- |
| 2009 | My Daughter's Man             | MBC       |
| 2010 | Star Golden Bell              | KBS2      |
| 2010 | Flower Bouquet                | MBC       |
| 2010 | Let's Go! Dream Team          | KBS2      |
| 2012 | Star Love Village             | SBS       |
| 2015 | Some Guys, Some Girls         | SBS       |
| 2015 | Turn to the King              | Ongamenet |
| 2015 | Law of the Jungle (TV series) | SBS       |
| 2015 | Mari and I                    | JTBC      |
| 2015 | Infinite Challenge            | MBC       |
| 2016 | Battle Trip                   | KBS2      |
| 2018 | Omniscient Interfering View   | MBC       |

## Premios y nominaciones
| Año  | Premio                                         | Categoría                                             | Trabajo nominado        | Resultado |
| ---- | ---------------------------------------------- | ----------------------------------------------------- | ----------------------- | --------- |
| 2009 | Premios de drama KBS                           | Mejor actor en un drama de un acto / especial / corto | El fantasma enmascarado | Nominado  |
| 2015 | 9º Premios de Difusión de Televisión por Cable | Premio Estrella - Mejor Actor                         | Señorita mamma mia      | Ganador   |